# Jean Dieuzaide

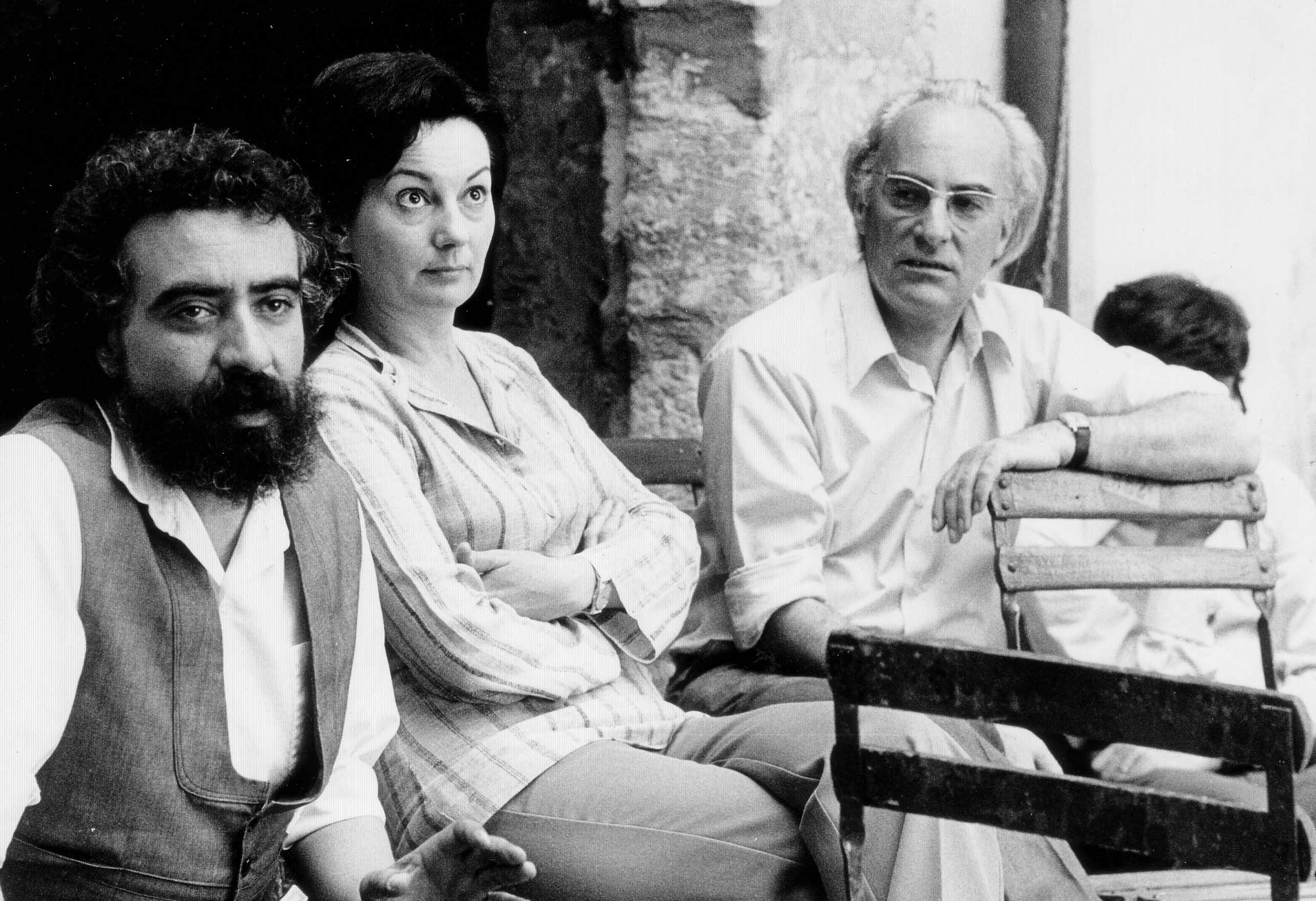
Fotografové Jean Dieuzaide a spol. v Arles, 1975

Jean Dieuzaide (20. června 1921 – 18. září 2003) byl francouzský fotograf.

## Životopis
Dieuzaide se narodil 20. června 1921 v Grenade, Haute-Garonne a ve 13 letech dostal lepenkovou kameru Coronet 6 x 9. Navštěvoval střední školy v Toulouse, Bordeaux, Cannes a Nice. V roce 1942, během druhé světové války, fotografoval na výcvikových táborech a dokumentoval mladé lidi v Provence. Od tohoto období, hodně svých děl podepisoval svou přezdívkou jako ‚Yan ', z obavy, že fotografování není považováno za slušné. Po osvobození Toulouse se rozhodl učinit z fotografie své povolání.

## Kariéra
V roce 1944, kdy byl Dieuzaide pověřen produkcí dokumentárního díla Presidence du Conseil, založil své první studio a vytvořil jeden z prvních portrétů generála de Gaulla. V roce 1946 po jeho výstavě v Salon de la Bibliotheque National Editions ho Arthaud najal, aby produkoval La Gascogne.
Jeho syn Michel, také fotograf, se narodil 11. prosince 1951.
Je známý díky fotografii Salvadora Dalího během plavání v Cadaquès z roku 1951, jeho knír zdobený sedmikráskami Další jeho známé fotografie vznikly v roce 1954, kdy měl pro časopis Life fotografovat svatbu páru na laně, na kterou vylezl obkročmo na ramenou jednoho z účinkujících. V roce 1964 se o něm zmínil v televizním pořadu Chambre Noire M. Tournier.

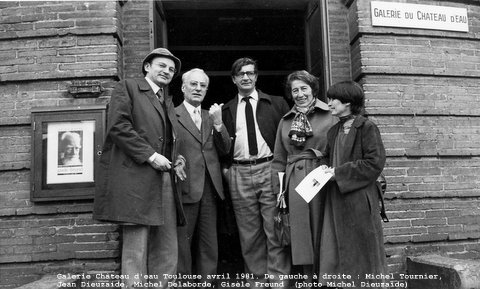
Galerie Château d'eau Toulouse, duben 1981. Zleva doprava: Michel Tournier, Jean Dieuzaide, Michel Delaborde, Gisèle Freund (foto Michel Dieuzaide)

Dieuzaide byl fotograf pracující ve francouzském humanistickém stylu a člen skupiny Le Groupe des XV a později Les 30 x 40 a byl zakladatelem skupiny „Libre Expression“, která také měla oblibu v abstraktní tvorbě. Ačkoli Dieuzaide začínal jako fotoreportér, v knihách z padesátých let se objevila jeho cestovní a architektonická fotografie. V sedmdesátých letech založil ve staré vodárenské věži slavnou francouzskou galerii Le château d'eau, pôle photographique de Toulouse a ta více než dvě desetiletí dominovala fotografické kultuře města Toulouse v jihozápadní Francii.

## Samostatné výstavy
- 1946 Salon de la Bibliotheque Nationale, Paris
- 1948 Club de la Publicite, Paris
- 1952 Inter-Club, Toulouse . Photokina, Koln
- 1958 Galerie d'Orsay, Paris
- 1961 Musee, Sete
- 1962 Galerie Imagen y Sonido, Barcelona
- 1962 Pavilion de Marsan, Louvre, Paris (touring)
- 1963 Musee, Tel Aviv
- 1968 Maison des Quatre Vents, Paris . Fiat, Torino
- 1969 Festival, Avignon L'Oeil ecoute
- 1969 Exposition Universelle, Montreal
- 1970 Musee Reattu, Aries «Le Bestiaire de Maiorque»
- 1977 Musee N. Niepce, Chalon-sur-Saône
- 1978 Galerij Paule Pia, Antwerpen
- 1981 Photographers' Gallery, London
- 1981 Portfolio, Lausanne. Galerie Le Trepied, Geneve.
- 1983 Fondation Nationale de la Photographie, Lyon .
- 1983 FNAC-Etoile, Paris . Musee d'Art Contemporain,
- 1983 Centre Georges Pompidou . Reykjavik
- 1984 Galerie Nei Liicht, Luxembourg[3]
- 2025 Jean a Michel Dieuzaide, L'Espagne des Dieuzaide (Španělsko očima Dieuzaidů), výstava poprvé spojující otce a syna a představující 130 černobílých fotografií zachycujících pohledy dvou generací na Španělsko ve dvou odlišných obdobích, Le Musée - Arts & Figures des Pyrénées Centrales, Saint-Gaudens, od 4. června do 31. prosince 2025[4]

## Publikace
- 1953 St Sernin de Toulouse, ed. Bourguignon
- 1953 L'Espagne du Sud (Jižní Španělsko)
- 1955, L'Espagne (Španělsko)
- 1955 Le Pays Basque (Baskicko)
- 1956 Le Portugal (Portugalsko)
- 1956 Images d'Alsace (Obrázky z Alsaska)
- 1957 La Sardaigne (Sardinie)
- 1958 Bearn-Bigorre
- 1958 Suisse romane (Románské Švýcary)
- 1958 Roussillon roman (Románský Rousillon)
- 1959 Tresors de la Turquie (Poklady Turecka)
- 1959 Ouercv roman (Románské Quercy)
- 1961 Toulouse et le Haut-Languedoc
- 1961 Histoire de Toulouse (Dějiny Toulouse)
- 1961 Peregrinaciones romanicas, (Románské pouti) ed. Španělsko, Barcelona
- 1962 Espagne Romane, (Románské Španělsko) editions Braun (Rakousko a Španělsko)
- 1962 Rouergue Roman (Románské Rouergue)
- 1962 Voix et Images de Toulouse (Hlasy a obrazy z Toulouse)
- 1965 Sainte de Conques, (Světice z Conques) Ed. Zodiaque
- 1967, El Movimiento romanico en Espana (Románské hnutí ve Španělsku)
- 1974 Toulouse, Cite du Destin, (Toulouse, město osudu) Ed. Havas
- 1974 Mon Aventure avec le Brai, (Moje dobrodružství s Brai) Dieuzaide.
- 1978, J. Dieuzaide, Ed. Université Toulouse-Mirail
- 1979 Dialogue avec la Lumiere (Dialog se světlem), C.C.F., Toulouse
- 1983 Voyage en Iberie (Cesta do Iberie), ContreJour

## Ocenění
- 1951 První cena za sportovní fotografii.
- 1951 French Cup for portraiture (FIAP, Francouzský pohár za portrét).
- 1952 šestá cena v soutěži Popular Photography (Populární fotografie)
- 1955 poprvé udělena cena Prix Niépce
- 1956 První cena z roku 1956, mezinárodní výstava barevných plakátů cestovního ruchu, Nové Dillí
- 1957 Medaile Edouarda Belina (FIAP)
- 1959 First Prize, national tourism colour poster, Paříž
- 1961 Prix Nadar za knihu Catalogne Romane (Gens d'lmages)
- 1966 Chevalier, Řád za zásluhy. Člen Komise Sites of Haute-Garonne
- 1967 France Cup for landscapes (FIAP)
- 1969 Lucien Lorelle Cup (Bordeaux).
- 1969 Honorary member, French Federation of Photographic Art
- 1970 president, FIAP art committee
- 1971 vydal Les Centrichimigrammes
- 1973 Radioscopie broadcast, J. Chancel
- 1974 creates the Chiiteau d'Eau Municipal Gallery at Toulouse
- 1975 first photographer to be admitted «marine painter». Člen S.F.P. a the R.I.P. (F)
- 1976 otevřel galerii Jean Dieuzaide v Toulouse. Předseda Národní asociace fotografů, reportérů a ilustrátorů
- 1979 Clemence lsaure Prize and Prix des Metiers d'Art (Midi-Pyrenees)
- 1981 Officier: Order of Merit and Order of Arts an Literature.[3]

## Správa sbírky fotografií Jeana Dieuzaideho
Dieuzaide zemřel 18. září 2003 ve svém domě na adrese rue Erasme 7, Toulouse ve Francii. Jeho fotografie byly z největší části darovány v září 2016 městu Toulouse, které tuto sbírku uchovává, klasifikuje, skenuje a propaguje.

## Galerie

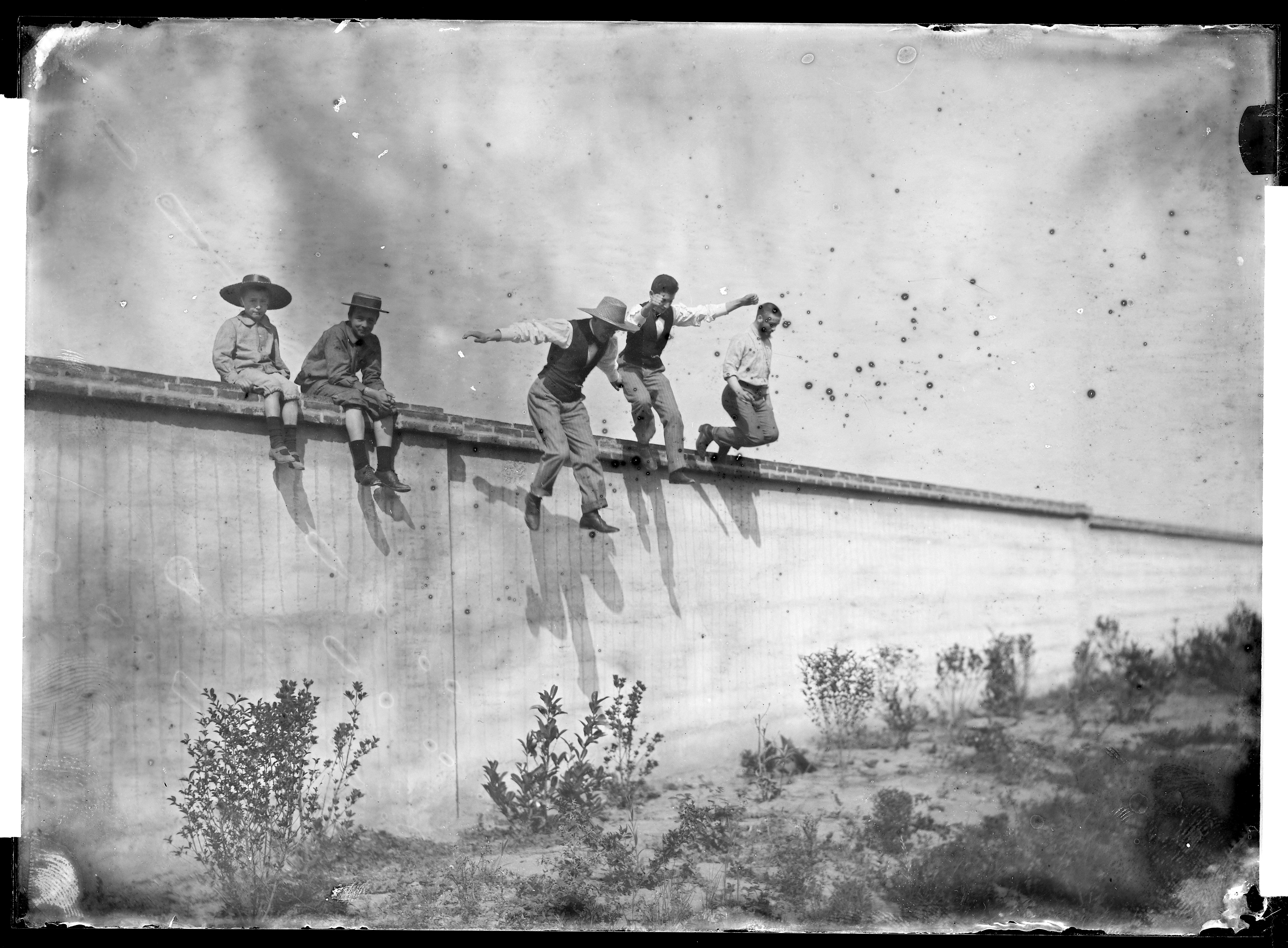
Sedící děti a mladí muži skákající ze zdi, observatoř, Toulouse, Toulouse, Trutatovy fondy
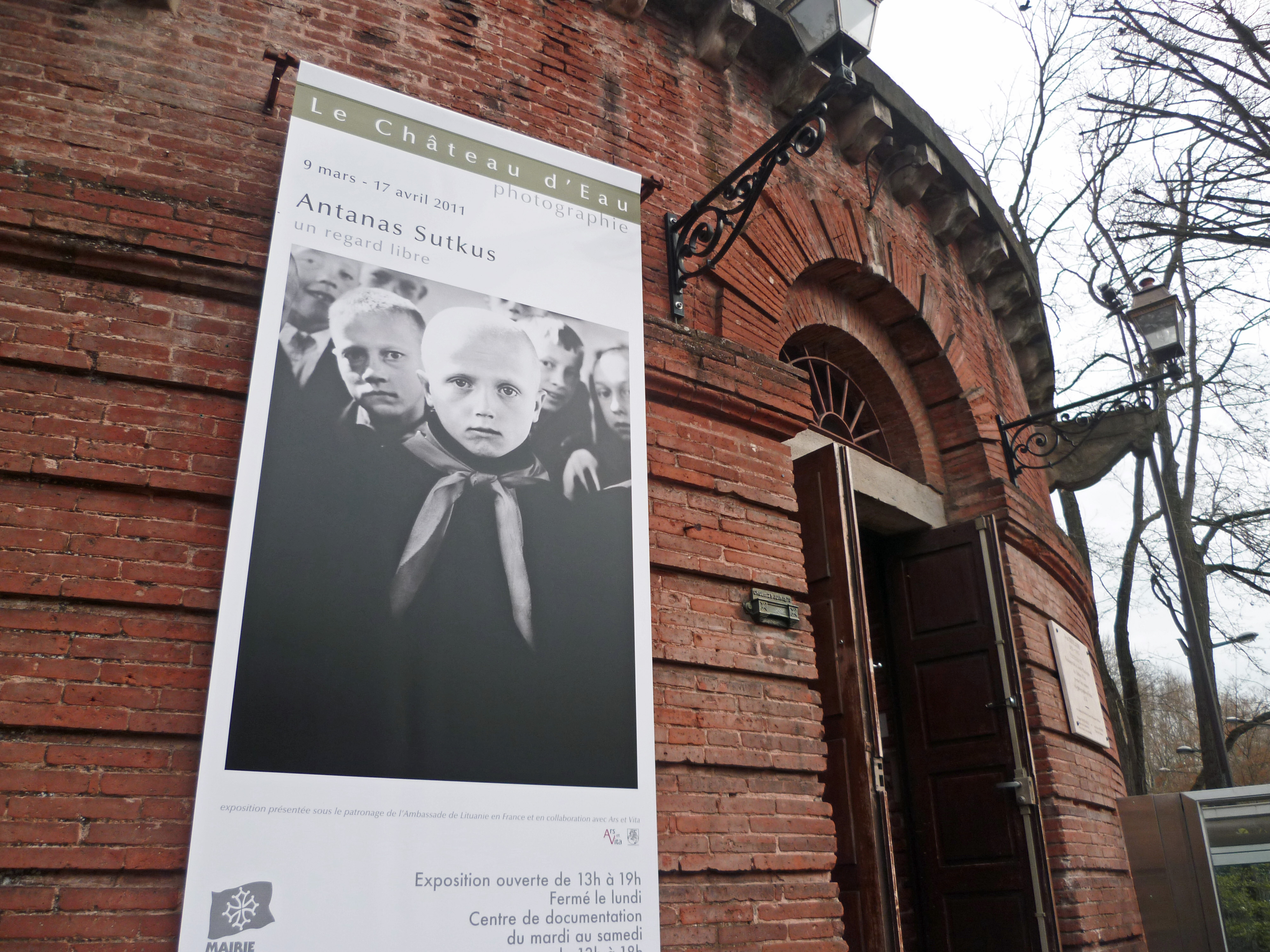
Toulouse – Château d'eau Laganne
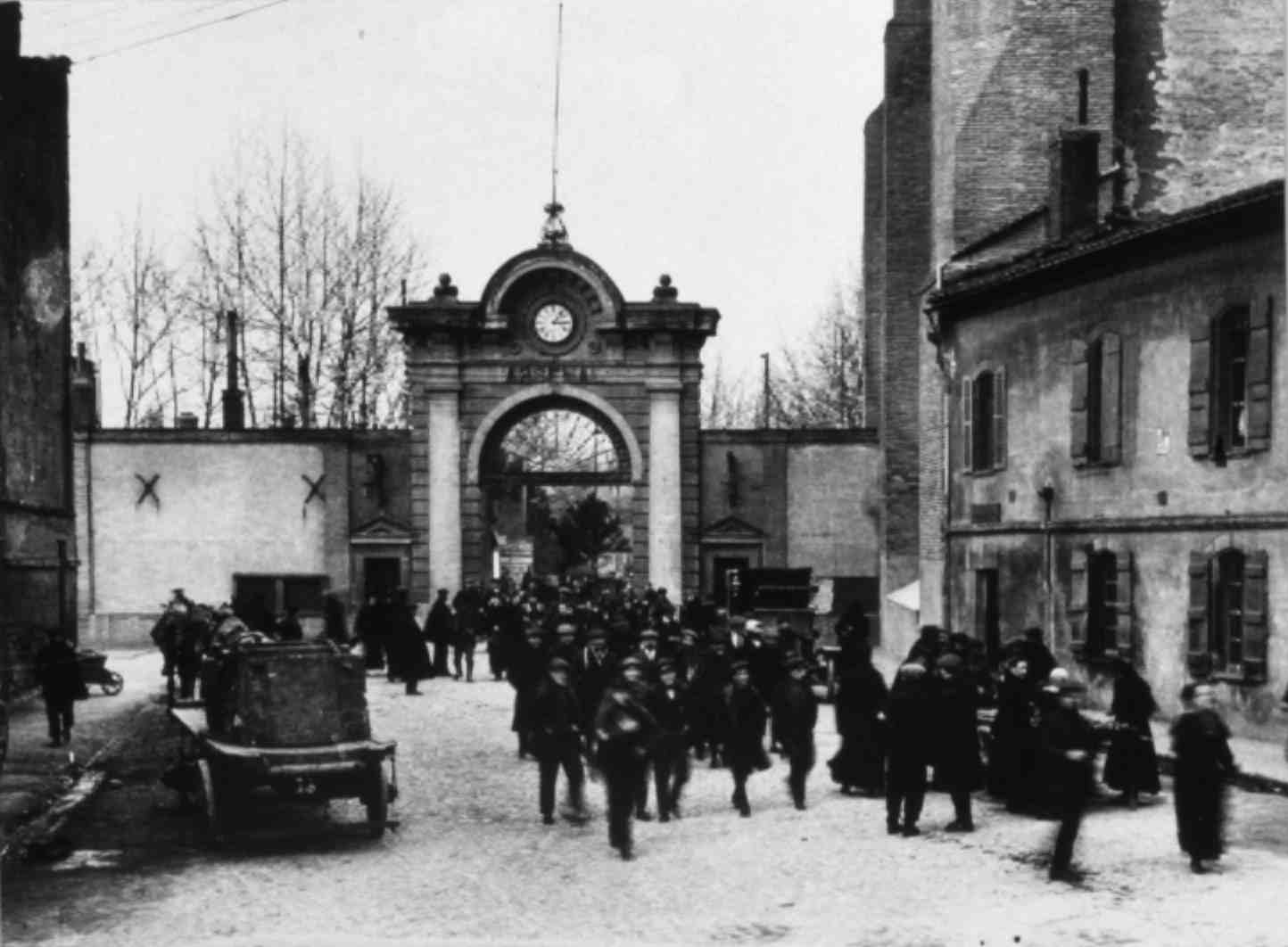
Toulouse – Sortie de l'arsenal C.E.
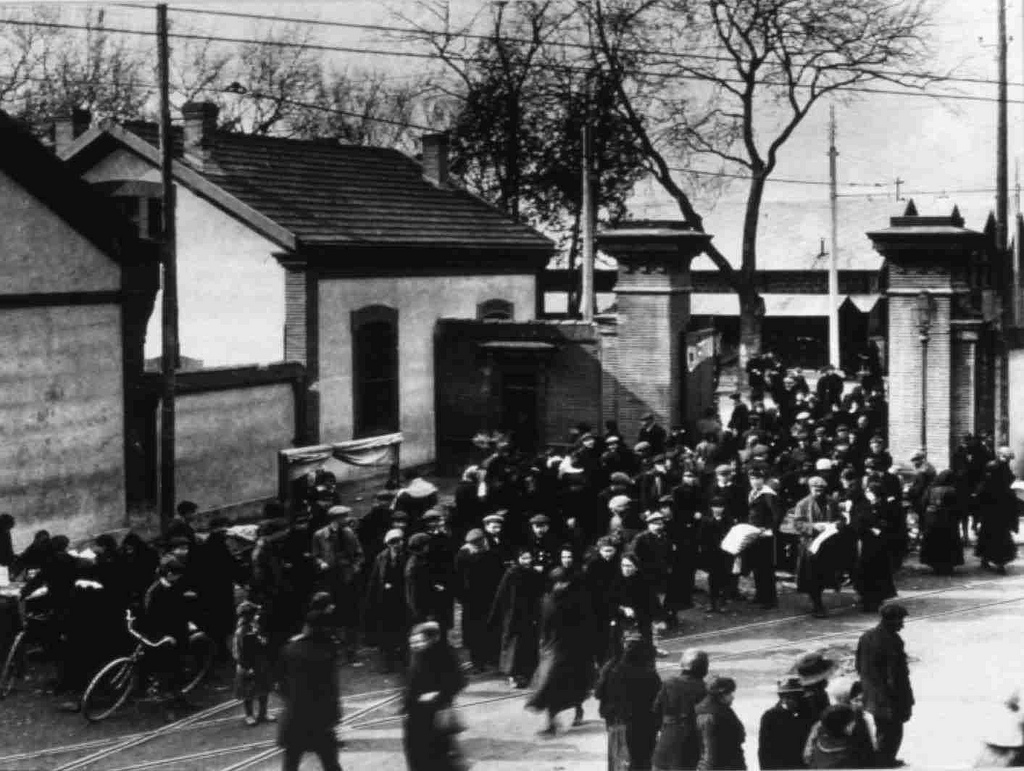
Toulouse – Sortie de la cartoucherie C.E.